# セメント通り

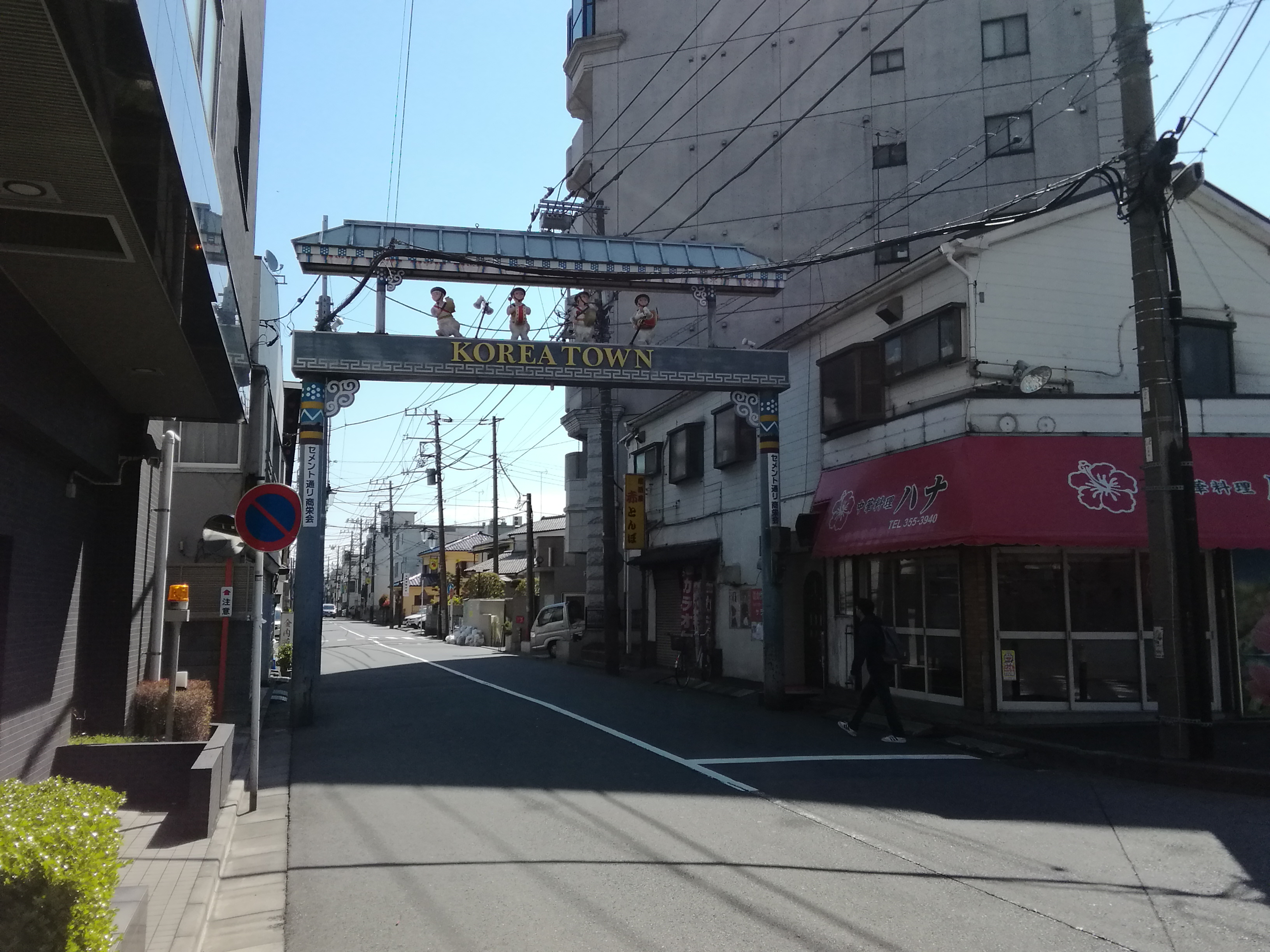
大島四つ角側のアーチ

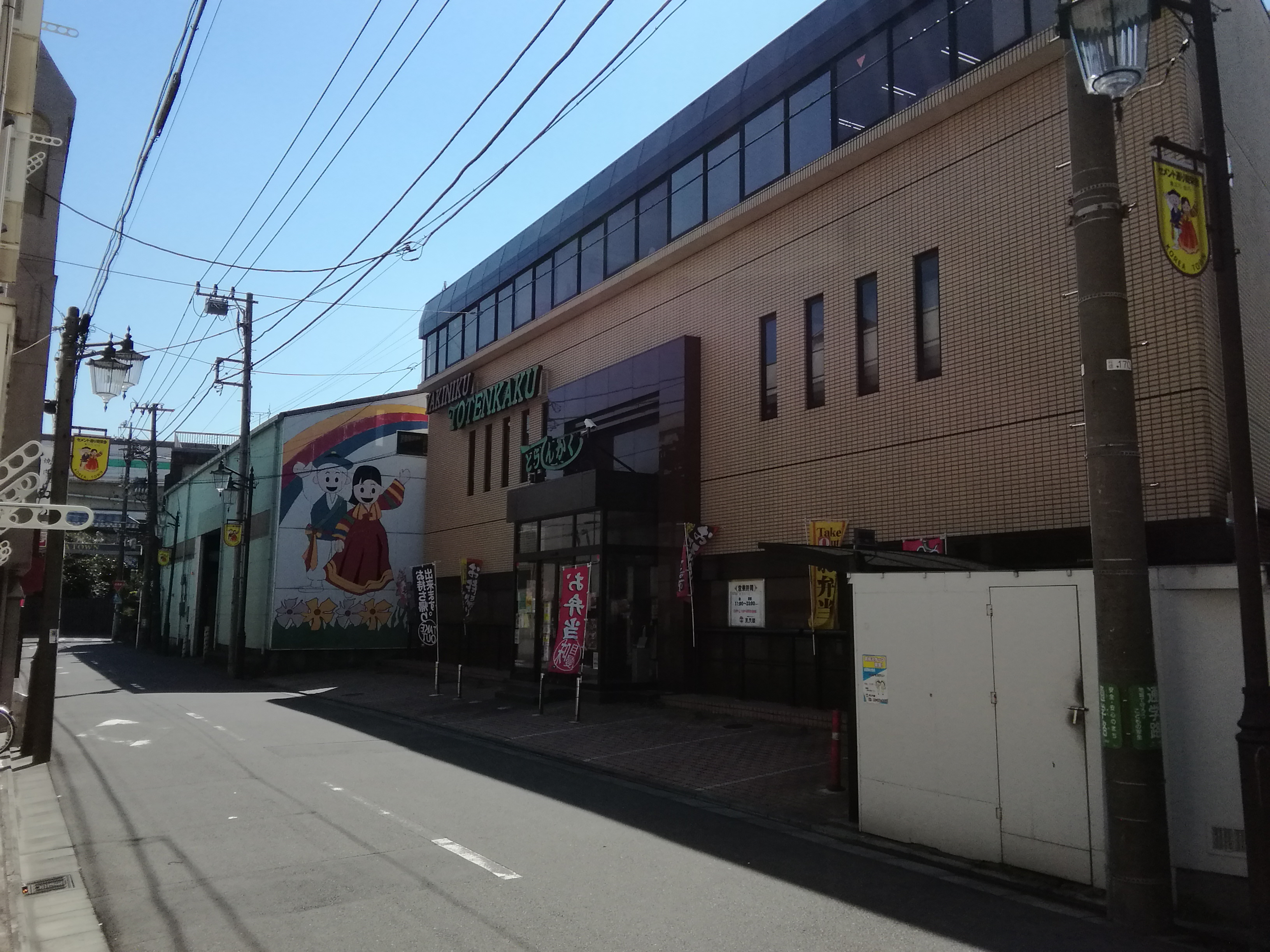
セメント通りの焼肉店。漫画『孤独のグルメ』にも、この店をモデルにした焼肉店が登場した。

セメント通り（セメントどおり）は、神奈川県川崎市川崎区の街路の道路愛称である。セメント工場の労働者の通勤道路であったことに由来し、周辺は朝鮮料理店や韓国食材の店が集まるコリア・タウンを形成する。

## 地理
川崎駅から海沿いの工場地帯に向かって放射状に延びる幹線道路の一つである新川通りの大島四ツ角交差点付近から左に分かれ、産業道路までの500mほどの通りである。川崎市営バス「大島四ツ角」と川崎鶴見臨港バス「四ツ角」は同位置にあり、いずれも川崎駅東口から路線バスが運行されている。
町名としては、浜町3・4丁目に相当し、北側に隣接する桜本とともにコリア・タウンとして知られる。2004年頃は10軒ほどの焼肉店・朝鮮料理店があったが、駅から遠いことが災いし、川崎駅周辺などに客足が流れて2014年時点では6軒が営業を続けている。

## 歴史
産業道路の先の浅野町に1917年（大正6年）に浅野セメント（のちの第一セメント、現在のデイ・シイ）の工場が開設され、工員の通勤経路となったことからこう呼ばれるようになった。
戦中・戦後から在日韓国・朝鮮人が経営する飲食店が立ち並び、工場労働者でにぎわった。近隣の池上町には韓国人コミュニティがあり、当時の日本ではなじみの薄かったホルモン料理を労働者向けに出したところ好評を博したと言う。コリアタウンが形成されたのは昭和40年代頃からで、東京・大久保のコリアタウンより古い歴史を持つ。しかし、1973年頃をピークにオートメーション化や工場移転により人口減少が進んだ。1992年（平成4年）に｢コリアタウン実現を目指す川崎焼肉料飲業者の会｣が発足。例年4月に川崎駅周辺で開催されるかわさきアジアン･フェスタに連動し、イベントが行われる。